# Economía mixta
La economía mixta es un modelo económico que recurre al mercado para asignar los recursos, pero en el que el Estado interviene para regular su funcionamiento, incorpora elementos de la economía de mercado libre y de la economía planificada, o una propuesta en la que coexistan la propiedad privada del capitalismo y la propiedad colectiva  del socialismo (en general, y no exclusivamente, de forma estatal o pública) a fin de incluir en un sistema económico consideraciones sociales más amplias, por ejemplo, ética, justicia social, bienestar social, gestión sustentable del medio ambiente, etc. Es el modelo económico defendido por las corrientes socialdemócratas, siendo su ejemplo más evidente, los países escandinavos, tales como Noruega, Suecia o Dinamarca. Por otra parte, el término no está exento de debate, ni existe una definición estricta comúnmente aceptada, ya sea en inglés o en castellano. Así, por ejemplo, Jeffrey Sachs dice:

Bien, creo en lo que se llama una economía mixta: Los mercados y también el gobierno asumen la pobreza, la responsabilidad por el medio ambiente, por la infraestructura, y cuando contemplo las partes del mundo que funcionan mejor, me gusta mucho como funcionan las economías; por ejemplo, donde tienen una economía de mercado privado, pero también el gobierno asume la responsabilidad del sector de la salud, la infraestructura básica, la educación; crea una distribución más equitativa del ingreso y tarifas, y resuelve mejor los problemas medioambientales, y es un poco más justa... creo, y también  más estable que el tipo de sistema de los Estados Unidos, que deja mucha gente muy pobre, y deja muchas cosas al mercado. Así que, a veces, me critican personas que prefieren solamente un enfoque de mercado libre. Dicen cosas como, yo creo firmemente que el Gobierno debería hacer esto, o aquello. Creo que la evidencia es que no podemos dejar todo al mercado. Nunca vamos a resolver los problemas del medio ambiente y dejaremos que demasiadas personas sufran en la pobreza 
Jeffrey Sachs

El apoyo teórico más general a esta propuesta se encuentra en el trabajo de Paul Samuelson:

Para nuestra sorpresa, esta 19a edición podría resultar una de las revisiones más importantes. La llamamos la edición centrista (énfasis en el original). Proclama el valor de la economía mixta - una economía que combina la dura disciplina del mercado con la justicia del control gubernamental equitativo. Habiendo estudiado el terreno, esta es nuestra conclusión: la historia económica confirma que, ni el capitalismo sin regulación, ni la economía centralizada sobre-regulada pueden organizar efectivamente la sociedad moderna”
Paul 
Samuelson

Se ha afirmado que en la actualidad la mayoría -si no todas- las economías del mundo, incluyendo la de las naciones post-comunistas, son economías mixtas. Por ejemplo, tanto la de EE. UU. como la de Cuba han sido descritas como economías mixtas y que “China, también, provee una ilustración llamativa de la transición a la economía mixta.".
En las palabras de Amartya Sen:

No hay ninguna economía en el mundo que no sea una economía mixta. En EUA hay muchas instituciones (establishments  en el original) controladas por el gobierno, mientras en muchos países socialistas se está permitiendo la propiedad privada sobre la tierra. La cuestión es qué tipo de equilibrio existe y cuál es el papel del gobierno y del sector privado.

## Historia
El término economía mixta fue introducido al debate económico-político británico en la década de 1930 por, entre otros, el economista (de tendencias  socialista cristiano) R.H. Tawney, siendo posteriormente retomadas por el influyente político Anthony Crosland (del ala fabiana del partido laborista británico) y otros, tales como Andrew Shonfield, también asociados con ese sector; a pesar de lo cual visiones similares fueron expresadas por el líder  conservador de la época, Harold Macmillan, convirtiéndose así en la base del consenso que mantuvo el estado de bienestar en ese país hasta la llegada de Margaret Thatcher.
Sin embargo, aún con anterioridad ya se habían sugerido propuestas que implican un enfoque mixto a los procesos económicos. Por ejemplo, a nivel político, una variedad de propuestas que se encuentran tanto en el Socialismo democrático y  Democracia económica, como en el llamado Liberalismo social y New liberalism, etc, y, a nivel económico con propuestas que se pueden trazar por un lado a John Stuart Mill, quien propuso tanto el derecho de los trabajadores a nombrar representantes a los órganos de administración de las empresas como una sugerencia general en favor de las cooperativas de producción y, por el otro y quizás principalmente, a Knut Wicksell, quien, ampliando la investigación de Ricardo sobre la distribución de los ingresos, concluyó que, dado que la economía no estaba destinada a igualar la riqueza, tal como habían supuesto los autores partidarios del libre mercado, se necesitaba la  intervención del gobierno para incrementar el bienestar social.

## Problemática de la economía mixta

### Problemas conceptuales
En la práctica es difícil encontrar sistemas económicos puros. Esto se debe, por lo menos en parte, a que, por un lado, incluso los proponentes originales de tales sistemas dejan espacio para el funcionamiento al menos parcial de modelos diferentes -o elementos de tales- dentro de un esquema general que correspondería a su visión y, segundo, a que en la realidad siempre hay límites prácticos -si no de otra cosa, temporales- a la implementación de tales propuestas.  Desde este punto de vista algunos han notado que, a través de la historia, las autoridades (gobiernos o estados) han tendido a ejercer por lo menos algún tipo de control sobre las actividades económicas (impuestos, prohibición de comerciar ciertos productos, etc). Al mismo tiempo, siempre ha habido un límite a la capacidad de esas autoridades para ejercer ese control en forma absoluta. Por lo tanto, la gran mayoría de las economías a través de la historia podrían ser consideradas en la práctica como economías mixtas.
Por lo menos en parte como consecuencia de lo anterior, no hay un consenso acerca de como definir exactamente las economías de los países. Esto tiene como resultado -entre otros- que es difícil diferenciar positivamente una economía mixta de los otros modelos.
Sin embargo, tanto los proponentes de la economía mixta como otros sugieren que, dado que la mayoría de las propuestas económico-políticas  implican ciertos elementos centrales sin los cuales -se sugiere- el proyecto no es realizable (tales como un mercado libre o control estatal completo sobre el mercado); siendo, en ese sentido, más acerca de estados ideales que realidades observables y sin embargo generalmente se acepta llamar a una economía que tienda y busque ese situación ideal por el nombre del objetivo final, no sería irracional denominar una economía como mixta cuando el modelo difiera substancialmente de esos proyectos, especialmente si esa diferencia es intencional.
En realidad es difícil esperar que tal mixtura sea perfectamente balanceada. Es legítimo, en consecuencia, notar que algunas economías mixtas tienden a cierta dirección o preservan ciertos elementos que pueden, o no, ser considerados centrales o esenciales para alguna otra visión.  Así, por ejemplo, la economía mixta tal como fue implementada en Inglaterra preservó, en gran medida, el sistema de propiedad privada de los medios de producción, consecuentemente, fue denunciada como un disfraz o amenoración del capitalismo. En la otra mano, los partidarios del neoliberalismo la denunciaron, notando que introducía el control estatal sobre ciertos sectores económicos, como un primer paso que llevaría irrevocablemente al socialismo y la dictadura
Lo anterior de hecho da origen a problemas que tienen importantes repercusiones en el debate tanto político como económico."El verdadero debate hoy gira en torno a encontrar el balance correcto entre el mercado y el gobierno. Ambos son necesarios. Cada uno puede complementar al otro. Este balance será diferente dependiendo de la época y el lugar."

### Objetivos principales de la economía mixta socialista
La propuesta de la economía mixta carece, a diferencia de otras propuestas principales de organización de los sistemas económicos, de una figura central o "padre fundador". Sin embargo, los proponentes de la economía mixta aceptan generalmente como proyecto central el reemplazo de materias de principios u objetivos  ideológicos de largo plazo — tales como poner los procesos y estructuras económicas bajo el dominio absoluto de ya sea la competencia o la cooperación o dar rienda suelta a la libertad económica o la planificación —  con la proposición que, en la práctica, ambas perspectivas tienen alguna validez, de acuerdo a lo que se desee lograr. Lo anterior implica que las decisiones al nivel más alto -de economía política- no pueden ser ajenas a, o independientes de, consideraciones y objetivos más amplias, tanto sociales como éticas. Lo económico debe estar, en las palabras de, primero Thorstein Veblen  y, posteriormente,  de Karl Polanyi, integrada ("empotrada" o 'incrustada") con el resto de las estructuras sociales, alternativamente, amenaza con destruirlas. (ver Economía institucional y Democracia económica, etc).
Así, por ejemplo, Tawney argumenta que ".... Cualquier propuesta razonable de organización económica debe tomar en cuenta que, a menos que la industria vaya a estar paralizada por revueltas recurrentes por una humanidad injuriada, debe satisfacer criterios que no son puramente económicos". En la misma vena Alfred Müller-Armack argumenta que: '"la economía tiene que situarse como una sirviente de la humanidad", al servicio de cosas supra-económicos, tales como valores humanos y culturales y que "Sería un error calamitoso dar la tarea de crear un orden social final al automatismo del mercado".
Jeffrey Sachs argumenta que tales consideraciones no son, para países afectados por la pobreza, las "más apremiantes. Su mayor desafío, y el más acuciante, es satisfacer las necesidades básicas de sus ciudadanos. Pero, para cada vez más países, la reflexión de Thinley sobre las fuentes máximas de bienestar no solo es oportuna sino urgente.  Todos saben de qué manera el consumerismo al estilo estadounidense puede desestabilizar las relaciones sociales y conducir a la agresividad, la soledad, la ambición y el exceso de trabajo al punto del agotamiento.... Cómo guiar a la economía para que produzca felicidad sostenible -combinando bienestar material con salud humana, conservación ambiental y resistencia psicológica y cultural- es una cuestión que es necesario abordar en todas partes.".
Lo anterior implica que, al nivel más general, las políticas económicas de una sociedad no pueden estar constreñidas solamente por consideraciones de  crecimiento y  eficiencia económica, sino que debe tomar en cuenta criterios de Equidad; Justicia social; Estabilidad o  integración (incluyendo tanto consenso político como Cohesión social);  a fin de lograr un Desarrollo social y Desarrollo económico entendido como lo que Ignacy Sachs llama desarrollo completo o "total".
Sin embargo, no todos los modelos de la economía mixta están de acuerdo acerca de cual sería el aspecto central a enfatizar. Algunos sugieren, a partir de una propuesta por Abram Bergson que el aspecto central es la capacidad de elección de los individuos y, a nivel colectivo, la suma de tales elecciones, consecuentemente, la función de la economía es proveer las bases materiales para poder implementar tales decisiones, (ver Economía del bienestar). Para quienes han sido influidos por Ernst Friedrich Schumacher, lo  humano es una cuestión de escala, y debe estar en armonía con lo natural (ver  Lo pequeño es hermoso, Desarrollo sostenible, etc). Otros, basándose en una propuesta, similar a la original de Tawney pero desarrollada independientemente por los partidarios del ordoliberalismo, argumentan que la economía debe crear un orden ético que es la base de toda sociedad estable, lo que se implementaría, prácticamente, al nivel distributivo.
Similarmente, hay diferencias respecto al como tales políticas deben ser implementadas. Por ejemplo, para algunos el  Estado (entendido como la organización política de la sociedad) debe descargar sus obligaciones al nivel más alto, el de gobierno, cuyas autoridades son elegidas con el propósito, y tienen, por lo tanto la obligación, de dirigir,  controlar y administrar las instituciones comunes o cosa pública;  mientras que para otros lo funcional es que los problemas sean resueltos por la autoridad al nivel más bajo, más cercana al problema mismo (ver Principio de subsidiariedad).  Para aún otros, los problemas deberían ser resueltos en la medida de lo posible no por autoridades políticas sino por la comunidad misma, a través de formas y sistemas de  Organizaciones no gubernamentales —incluyendo  Movimientos sociales; sindicales; sociedades y asociaciones regionales, locales y generales, etc.
En relación con ese último punto, tanto Schumacher como David Schweickart sugieren que la consideración fundamental no debería ser acerca de la propiedad de los medios de producción, sino el control sobre los mismos:  “el problema no está en tener que elegir entre una economía planificada o una de mercado, pero en integrarlas ambas en un sistema democrático”. En otras palabras, si asumimos que la economía debe incorporar objetivos comunales, la forma más funcional de hacerlo es poner las estructuras económicas bajo control comunitario. Eso no impide, en la visión de esos autores, la ganancia personal ni la competencia, o, a nivel más general, el funcionamiento del mercado, pero asegura que ese funcionamiento corresponda a los intereses comunales.
Obviamente, es el crecimiento el que provee los recursos tanto  fiscales como más generales que posibilitan el mejoramiento individual esencial para el Bien común y facilita el altruismo social, haciendo así no solo más aceptable políticas distributivas a los sectores que económicamente estén en mejor situación pero creando también las circunstancias en las cuales tanto el estado como los sectores menos favorecidos no necesitan depender de esa buena voluntad para la implementación de tales políticas. Pero igualmente obvio es que si los frutos de ese crecimiento no se distribuyen equitativamente en una sociedad, no se ha alcanzado el propósito:." si el crecimiento económico no es compartido, el desarrollo ha fallado" (véase también Eficiencia distributiva).
En general, todas esas sugerencias asumen que la persecución del interés común presupone el respeto a la libertad de elegir y disentir pero también de participar, tanto de individuos como de grupos, consecuentemente se encuentran dentro de los límites establecidos por la democracia y el estado de derecho.  Así, por ejemplo, Amartya Sen aduce que si bien la democracia no asegura el desarrollo, constituye parte de un “paquete” sin el cual no puede haberlo,  En otras palabras, Sen sugiere que la democracia es una condición necesaria pero no suficiente para lograr ese  desarrollo verdadero de I. Sachs, pero la democracia en si no puede ser evaluada solo con un criterio instrumental de producir bienestar económico. En las palabras de Joseph E. Stiglitz:  "es importante recordar lo central: éxito significa desarrollo sostenible, equitativo y democrático, que se concentra en aumentar los niveles de vida, no solo medidos en términos de PNB.

## Las propuestas de la economía mixta

### Aspectos de economía política
En la búsqueda de los objetivos mencionados, los partidarios de la economía mixta reconocen tres actores legítimos principales: el estado, los individuos como tales y un tercer sector, que puede ser llamado el sector  comunitario o social, el cual incluye las comunidades locales, cooperativas, sindicatos etc. (en general, toda acción comunitaria independiente tanto del gobierno como de empresas privadas, lo que en el presente se llaman ONGs o sociedad civil).  Así tanto J. Sachs como Stiglitz y Ha-Joon Chang enfatizan el papel vital de las comunidades y la inclusión social, (véase Democracia participativa, Diálogo social y Sociedad civil) para lograr desarrollo.
La primera implementación institucional de tal modelo se encuentra en la  Constitución Mexicana de 1917  que establece inanbiguamente un régimen de propiedad “tripartito”: Propiedad o sector estatal,  el de propiedad privada y la propiedad social (definida como “aquel compuesto por ejidos, organizaciones de trabajadores, cooperativas, comunidades, empresas que pertenecen mayoritariamente o exclusivamente a los trabajadores y, en general, toda forma de organización social para la producción, distribución y consumo de bienes y servicios socialmente necesarios.”.  Regimes legales similares se pueden encontrar entre aquellos sistemas influidos por el keynesianismo, algunas formas de socialismo (el  sistema de la antigua Yugoslavia reconocía formalmente la “propiedad colectiva” como diferente a la estatal), etc.
Esos sectores económicos son percibidos, a pesar de estar interrelacionados, como básicamente independientes entre sí. Esto quiere decir que el actuar de ellos tiene objetivos y motivaciones propias y autónomas, que no debe ser sometido al control, depender de la acción o perseguir los intereses, de los otros sectores. Por ejemplo, se ha dicho acerca del sector social: "No somos simplemente organismos no gubernamentales o sin fines de lucro. Estamos a favor de las personas y las comunidades. Esta es una poderosa manera de afirmar nuestra identidad e independencia, nuestro propósito distintivo y esfera de influencia".  "Independientemente de su estructura jurídica de organización, la clave característica común es que su misión principal es la creación de valor social, no valor económico para sus dueños o empleados o el valor de consumo de sus clientes. La elección de una forma jurídica es una decisión estratégica impulsada por "los altos directivos" o la asumciones sociales de los empresarios en relación a cual estructura ofrece la mayor flexibilidad y mayor oportunidad para el logro de los objetivos sociales de la organización".
A pesar de que ciertas actividades se prestan más a la acción por alguno de ellos, esos sectores no deben ser percibidos como teniendo, en general, áreas de acción exclusiva.  Así por ejemplo, en el área de la educación pueden coexistir tanto actores privados como sociales y estatales. Lo mismo sucede en el área financiera e industrial, etc. (ver, por ejemplo, banca social, empresa social, etc)
En el esquema general, las áreas de acción legítima de esos actores se ven como: Sector privado: las que generalmente se reconocen en el capitalismo, pero reguladas a fin de proteger o promover el interés público o social (por ejemplo, estándares de salud y seguridad en el trabajo, protección medioambiental, pago de impuestos a fin de financiar la acción estatal, etc).  Sector social:  reservado en general para actividades económicas sin fines de lucro (entendiendo por lucro las ganancias pagadas a los que no son trabajadores directos en una empresa) o de mejoramiento social (como por ejemplo, Oxfam, Greenpeace, Cruz Roja, etc)
El papel del estado es más complejo: ese actor tiene tanto la obligación de implementar y asegurar que los otros actores respeten las reglas del juego como la de actuar económicamente tanto en ciertas áreas como en ciertas circunstancias.
Las áreas de acción legítima del estado, en esta visión, son aquellas que se perciben tanto de interés nacional general como de conveniencia económica social.  Por ejemplo:  el estado tiene la obligación de proveer estabilidad económica general en la economía, acceso a transportes en igualdad de condiciones tanto a individuos como empresas. Lo mismo con información, finanzas y servicios financieros, etc.  Esto lleva a la creación de mecanismos que permitan tanto la emisión de dinero, control de la tasas de intereses (por ejemplo, el Banco Central y bancos u otros organismos financieros públicos (ver banco)) mecanismos de divulgación y educación (educación estatal, bibliotecas públicas, medios -radios, TVs, periódicos- estatales.) creación, mantenimiento y provisión de servicios de transporte (ferrocarriles, líneas aéreas, redes de caminos) generalmente subsidiados a fin de que sean accesibles al máximo de ciudadanos.  En general, todo lo que ha llegado a ser visto como " servicios públicos"
Las circunstancias que legitiman o demandan acción estatal son aquellas que dificultan o impiden la acción privada o comunal. Esto se puede deber ya sea porque una cierta actividad no da la suficiente ganancia como para motivar a un empresario privado o porque los niveles de inversión o plazo de retorno de esa inversión necesaria son demasiado grandes o demasiado largos para esos sectores.  Tres ejemplos clásicos se ofrecen generalmente como ilustración de lo anterior: Primero: la provisión de servicios de transporte (generalmente aéreos o marítimos) a regiones remotas o aisladas en un país. Transporte que debido tanto a la distancia como a la cantidad de demanda generalmente no produce un incentivo a la acción privada pero que es indispensable para la actividad económica (incluyendo la privada) en esa región.  Segundo: la construcción de la Presa Hoover en EE. UU., que demandó la inversión de tales niveles de recursos económicos que se afirma que sin la intervención estatal no se habría construido. Esas represa llegó a ser fundamental para el desarrollo económico de varios estados en ese país.  Tercero:  la provisión de servicios de  investigación y desarrollo científico, actividad que en general no produce ganancias directamente pero es vista como esencial para el desarrollo económico de largo plazo.
Es necesario mantener presente que, desde el punto de vista de los proponentes de esta visión, las políticas redistributivas son tanto una situación como un área que demanda acción estatal en casi cualquier futuro previsible.  Esto debido a dos factores centrales. Primero: la provisión de ciertos servicios -por ejemplo, sanidad y salud pública- son de interés general, en el sentido que fallas ya sea generales o individuales en esas áreas pueden afectar negativamente a la totalidad de la sociedad, por lo tanto es de interés común que la población en general tenga acceso a los mejores sistemas disponibles, sean o no capaces de pagar ese servicio como individuos. Al mismo tiempo, tal acceso universal genera economías de escala en la provisión de tales servicios y crea un mercado amplio y estable que promueve el desarrollo de acción tanto social como privada. Segundo: cualquier propuesta de organización de actividad económica razonable generará desigualdades sociales (en la medida que ninguna propuesta actual promete igualdad de resultados a nivel de individuos) Incluso posiciones en favor de la meritocracia sugieren que algunos recibirán más beneficios que otros, cualquiera que sea el criterio que se use para medir el esfuerzo o mérito.  Proponentes de la economía mixta sugieren que mientras tal situación es aceptable en relación con muchos aspectos del bienestar económico y social de los individuos, no lo es en todos, especialmente en aspectos básicos, tales como acceso a habitación salubre, educación, salud, seguridad, etc. Sigue entonces que la necesidad de políticas redistributivas es de largo plazo.
Conviene notar que en esta percepción la acción estatal no indica o implica necesariamente que el estado debe proporcionar un cierto servicio o efectuar una cierta actividad directamente más allá de asegurar que esa provisión exista y este a disposición real de los ciudadanos. Por ejemplo, la provisión de un servicio de transporte a un área aislada puede llevarse a cabo no solo a través de que el estado sea el propietario de una línea aérea, sino también a través de la subvención de una empresa ya sea privada o comunitaria a fin de proveer el servicio o incluso a través de una asociación entre el estado y alguna empresa de otros sectores (ver proyecto público-privado).  Igualmente, la provisión de finanzas para proyectos mayores puede simplemente significar que el estado ya sea garantiza los préstamos o las ganancias a las inversiones (otorgando, en efecto, el carácter de  monopolios a ciertas empresas).
En la actualidad el criterio más generalmente aceptado para decidir acerca del punto anterior proviene de la generalización de la Condición de Samuelson, es decir, que enfoque es más eficiente en relación con el objetivo a obtener. Esto se aplica incluso a la economía social, la que, de acuerdo a una propuesta de   Charles Tiebout puede ser tratada como gasto público o estatal a nivel municipal (entendiendo por lo municipal la división administrativa a nivel local en un país).  A pesar de que la propuesta original fue puramente teórica, ha tenido una gran influencia tanto en la práctica de políticas económicas de gobiernos locales como en otros trabajos teóricos acerca de la estructuración de los servicios públicos en general.  Esto nos lleva naturalmente a considerar los aspectos técnicos de las propuestas
Sin embargo, y a pesar de que tal percepción facilita y ordena el discurso político-social en relación con gastos sociales, en la medida que centra la atención en ventajas comunes objetivas y medibles, promoviendo al mismo tiempo el desarrollo de técnicas y conceptos de utilidad social se ha alegado, en contra, que empobrece la visión tanto académica como social.
Un aspecto relevante en ese contexto es la sobre valoración histórica en las propuestas de economía mixta — y en los análisis económicos en general — de la competencia en relación con la cooperación, sobre valoración expresada, por ejemplo, en la asunción que las comunidades eran incapaces por sí mismas de regular el uso de recursos comunes (ver tragedia de los comunes). Esta situación está empezando a cambiar con el trabajo de Elinor Ostrom., la primera mujer en recibir el prestigioso Premio Nobel de Economía. La Real Academia de las Ciencias de Suecia seleccionó a Ostrom "por su análisis de administración económica y la organización de la cooperación" " afirmando que su trabajo demostró cómo los bienes comunes pueden ser administrados de forma efectiva por un grupo de usuarios.", es decir, sin intervención de fuerzas externas —tales como el gobierno, etc — y sin recurrir a la propiedad privada individual, separada de la propiedad comunal.
En las palabras de Schumacher:  “Lo que esta en juego no es la economía sino la cultura, no el  estándar de vida, sino la Calidad de vida. La economía y el estándar de vida pueden fácilmente ser cuidados por un sistema capitalista, moderado con un poco de planificación e impuestos redistributivos. Pero la cultura y, más generalmente, la calidad de vida solo pueden ser ahora envilecidas por tal sistema,”.

### Aspectos técnicos o de práctica económica
Las propuestas prácticas y técnicas de la economía mixta se extienden desde aquellas que están muy cercanas a la propuesta del mercado libre a las que se aproximan a la del mercado dirigido. Dada esa diversidad es difícil hacer algo más que listarlas, aparte de notar que todas incorporan no solo la competencia y cooperación sino también consideraciones de desarrollo sostenible y economía social. Las propuestas incluyen:
- Economía de mercado, que muchos consideran la variante de la economía mixta más cercana a la economía de mercado libre.
- El modelo general o europeo del estado del bienestar, que a su vez incluye la economía social de mercado (que busca diferenciarse del “capitalismo liberal" y del 'marxismo" principalmente porque parte de la opción de que la economía es una relación humana que tiene como finalidad es desarrollo individual y social y porque introduce como principio económico el concepto de  moralidad, ya que al ser una actividad esencialmente humana no puede desprenderse de los principios éticos, morales e inclusive jurídicos del derecho natural.”[61] el dirigismo y otras modalidades a nivel de países.
- La economía de Planificación indicativa que puede ser percibida como la versión de la economía mixta más cercana a las economías planificadas. Puede ser descrita como "la planificación que envuelve el gobierno de un país  capitalista estableciendo algunos objetivos amplios a variables económicas básicas (por ejemplo: inversión en industrias estratégicas, desarrollo de infraestructura, exportaciones) y trabajando con, no contra, el sector privado para lograrlas. A diferencia de la planificación central, esos objetivos no son legalmente enforzables, consecuentemente el adjetivo "indicativo". Sin embargo, los gobiernos harán lo posible para lograrlos, movilizando una variedad de premios (por ejemplo: subsidios, otorgamiento de derechos  monopólicos) y castigos (por ejemplo: regulaciónes, influencia a través de  bancos estatales) a su disposición".[62]

Más controversialmente se podrían considerar como formando parte de la propuesta general de economía mixta, especialmente si consideramos el término en un sentido más amplio, por lo menos algunos modelos que caen dentro del categoría general de socialismo de mercado, incluyendo el socialismo autogestionario y la economía de mercado socialista.
Adicionalmente, pero quizás fuera del esquema anterior, se deben considerar una serie de sistemas económicos ecologistas y de economía comunitaria, incluyendo la comunización, el distributismo y el mutualismo (teoría económica).
Esa variedad de propuestas enfatiza una percepción fundamental para los partidarios de la economía mixta: no hay soluciones fáciles a los problemas que estamos considerando (ver Teoría del Segundo Mejor). En las palabras de Robert J. Bloomfield (profesor de economía y administración en la Universidad de Cornell) ese teorema "prohíbe" interpretaciones y/o propuestas simplistas: "La teoría general del segundo mejor dice lo siguiente: si usted tiene varias  imperfecciones en el mercado, eliminar sólo una de ellos no mejora necesariamente la eficiencia asignativa. Ahora, la teoría no es muy popular, a pesar de que es ampliamente reconocida como siendo verdadera, porque no permite argumentos simples. Una  regulación que se ocupa de un problema evidente, como la contaminación, no es necesariamente una ayuda, porque podría tener  consecuencias no intencionales que son peores que el problema que estamos tratando de arreglar. De la misma manera, la eliminación de una regulación que obstaculiza la libertad no es necesariamente una ayuda, ya que puede ser esencial para contrarrestar otra imperfección, y vamos a ser tanto menos libres como estar peor sin ella".
En el presente la temática de las propuestas principales de economía mixta se centra en la discusión y análisis de modelos de crecimiento, especialmente los llamados modelos completos o  EDGEs

## Relación con organizaciones políticas
Aceptando esta concepción de lo que una economía mixta es, generalmente se considera que estaría asociada con propuestas o gobiernos centristas o reformistas. Más específicamente, de políticas ya sean socialdemócratas o del liberalismo progresista pero también extendiéndose a la democracia cristiana, es decir, aquellas organizaciones políticas que, en el contexto europeo actual, promueven las llamadas "políticas del consenso".
Las propuestas ecologistas están estrechamente ligadas con la llamada Política verde. Las propuestas comunitaristas tienden a estar asociadas con el anarquismo (ver Economía anarquista); el  cooperativismo y algunas propuestas de origen religioso (ver, por ejemplo: Socialismo cristiano y Sociedad Fabiana).

## Críticas
Algunos han notado que tanto los partidarios del mercado libre como del controlado niegan incluso la posibilidad de la existencia de la propuesta de economía mixta: "Desde ambas posiciones se niegan la viabilidad de un tercer camino, intermedio entre el estatismo y el liberalismo, que pueda ser, simultáneamente, eficiente en lo económico, democrático en lo político y moderado en los niveles de desigualdad de sus habitantes".
Así tenemos, por ejemplo, por un lado,  Ludwig von Mises y Friedrich von Hayek, quienes, desde un punto de vista liberal, no solo negaron que tal posibilidad exista sino que atacaron duramente lo que vieron como el aumento de la influencia del estado y, consecuentemente, un movimiento hacia el socialismo, sobre las bases que la propuesta es incoherente y posiblemente deshonesta: "Ser capitalista o ser socialista? - esa es la cuestión. Precisamente cual es la mezcla de la economía mixta? ¿Cuándo es capitalista y cuándo es socialista? ¿Cuándo proteger la propiedad y cuando lo que hace es confiscar? ¿Cuándo deja a las personas solas y cuando los obliga? ¿Cuándo se adhieren a la ética del individualismo y cuándo obedecer el código de colectivismo? Y cual es el primario metafísico - la persona o el colectivo (por ejemplo, la nación, la raza, la clase)? La verdad fundamental acerca de la economía mixta es que las prácticas mixtas implican principios mixtos, que a su vez implica premisas mixtas - es decir, una comprensión de la realidad incoherente. Con el socialismo, el caos era económica, con la "democracia social", es epistemológico. En última instancia, estos últimos no pueden generar políticas más racionales que la primera podría generar precios razonables. La economía mixta no nos presentan un retrato en mosaico de la sociedad justa,  pero con un rompecabezas con piezas tomadas de diferentes puzles". "No existe una tercera vía entre el capitalismo y la planificación. La historia lo demuestra con una persistente tozudez. Las economías mixtas son estructuralmente inestables. O domina el mercado o lo hace el Estado... Hay que enterrar la economía mixta y “fundar” el capitalismo, ese ideal desconocido como diría Ayn Rand."
Por el otro lado, pensadores influidos por el marxismo igualmente niegan tal posibilidad: "El capitalismo y el socialismo son dos sistemas absolutamente incompatibles, lo que hay es una lucha entre ambos en la que o se impone uno o el otro. Cualquier tipo de coexistencia armónica o convivencia entre elementos capitalistas y socialistas, o de evolución gradual de unos hacia otros, está descartada a causa de las propias características que definen a cada uno de estos dos sistemas.  y "La economía mixta es un término ideológico que se aplica a aquellas economías en las que existe fuerte participación estatal en las actividades económicas, además de la participación de los capitalistas o sector privado. Esta clasificación es muy usada en algunos países de América Latina para proponer que el Estado, con su participación, persigue fines sociales y se opone al sector privado, que persigue objetivos capitalistas. En realidad no existe la economía mixta, según afirman algunos pensadores, porque tanto el estado como el sector privado se complementan y el objetivo que tienen es el desarrollo de la sociedad capitalista.